# Julian Oktawian Zachariewicz-Lwigród
Julian Oktawian Zachariewicz-Lwigród (17 tháng 7 năm 1837 - 27 tháng 12 năm 1898), thường được gọi là Julian Zachariewicz, là một kiến trúc sư và nhà cải cách người Ba Lan, cha của Alfred Zachariewicz. Zachariewicz tốt nghiệp Học viện Bách khoa Hoàng gia ở Vienna, và là giáo sư kiêm hiệu trưởng (1881–1882) của Trường Bách khoa Lemberg.

## Đời sống
Ông sinh ra ở Lemberg, Đế quốc Áo (tiếng Ba Lan: Lwów, nay là Lviv, Ukraine) trong một gia đình Ba Lan. Ông tốt nghiệp Đại học Công nghệ Vienna. Là một kỹ sư có trình độ, ông đã giữ nhiều vị trí cho đến năm 1870 trong Đường sắt Nhà nước Áo. Năm 1871, ông được đề nghị giữ chức vụ giám đốc Khoa Xây dựng mới thành lập tại Học viện Kỹ thuật Lviv (nay là Bách khoa Lviv). Kết quả là, ông trở lại Lviv và làm giáo sư tại học viện và được bổ nhiệm làm trưởng khoa Xây dựng. Trong khoảng thời gian từ 1877–1878 đến 1881–1882, ông là hiệu trưởng của Trường Bách khoa Lviv. Năm 1877, ông nhận được danh hiệu "Ritter" (Hạng II) của giới quý tộc Áo với vị từ "von Lwigród". Ông thiết kế tòa nhà chính của Trường Bách khoa Lemberg cũng như một tòa nhà riêng của Khoa Hóa học. Tòa nhà chính của trường bách khoa, được gọi là "Mẹ của các trường đại học kỹ thuật Ba Lan", được thiết kế theo phong cách Tân Phục hưng chiết trung thời bấy giờ và được bắt đầu bởi một số chuyến hành trình xuyên Đức và Áo do Zachariewicz thực hiện trong thời gian đó ông đã trở nên quen thuộc với tất cả những cải tiến mới nhất liên quan đến việc xây dựng loại tòa nhà này. Ông cũng thiết kế nhiều tòa nhà công cộng và nhà ở tư nhân bao gồm nhà ga xe lửa Iași (1869–70), Giáo đường Do Thái Czernowitz, Ngân hàng Tiết kiệm Galicia ở Lviv, Nhà thờ các nữ tu dòng Phanxicô ở Lviv, biệt thự của Jan Styka, và Tyszkiewicz Biệt thự ở Vilnius. Ông cũng đã tiến hành tu bổ Nhà thờ Thánh Gia ở Tarnów cũng như việc cải tạo gây tranh cãi Nhà thờ Đức Mẹ Tuyết ở Lviv và Nhà thờ John the Baptist ở Lviv. Ông là tác giả của cuốn sách Zabytki sztuki w Polsce xuất bản năm 1895.
Ông qua đời ở Lemberg và được an táng tại Nghĩa trang Lychakiv.

## Bộ sưu tập

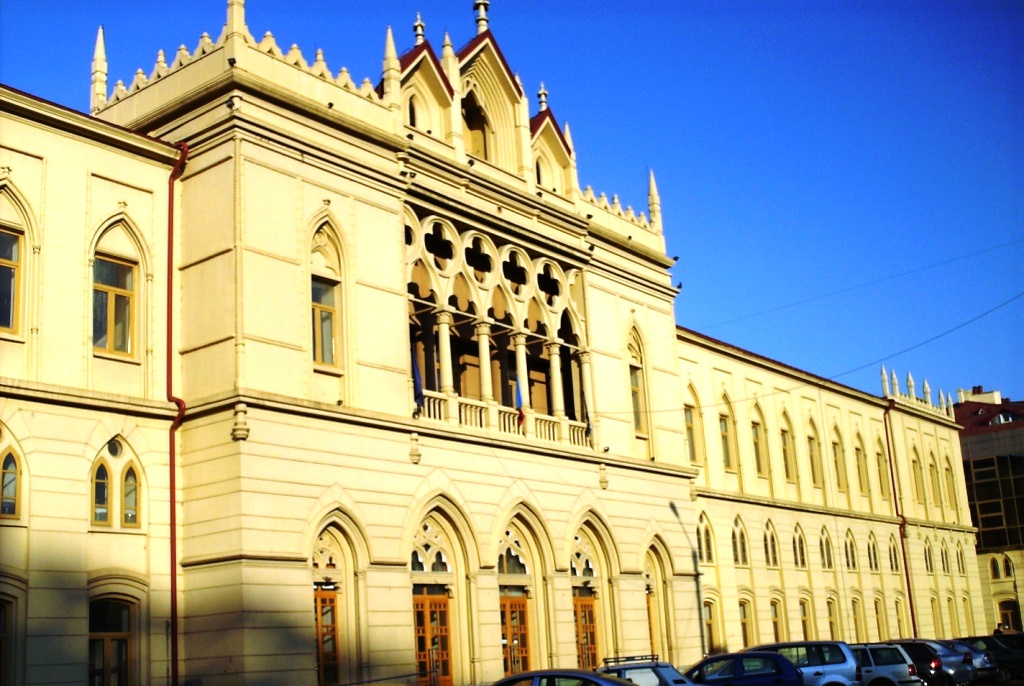
Ga xe lửa Iași
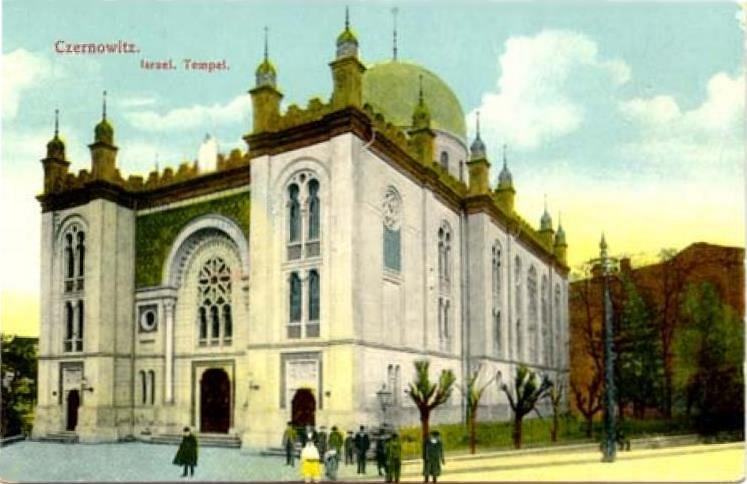
Giáo đường Do Thái Czernowitz
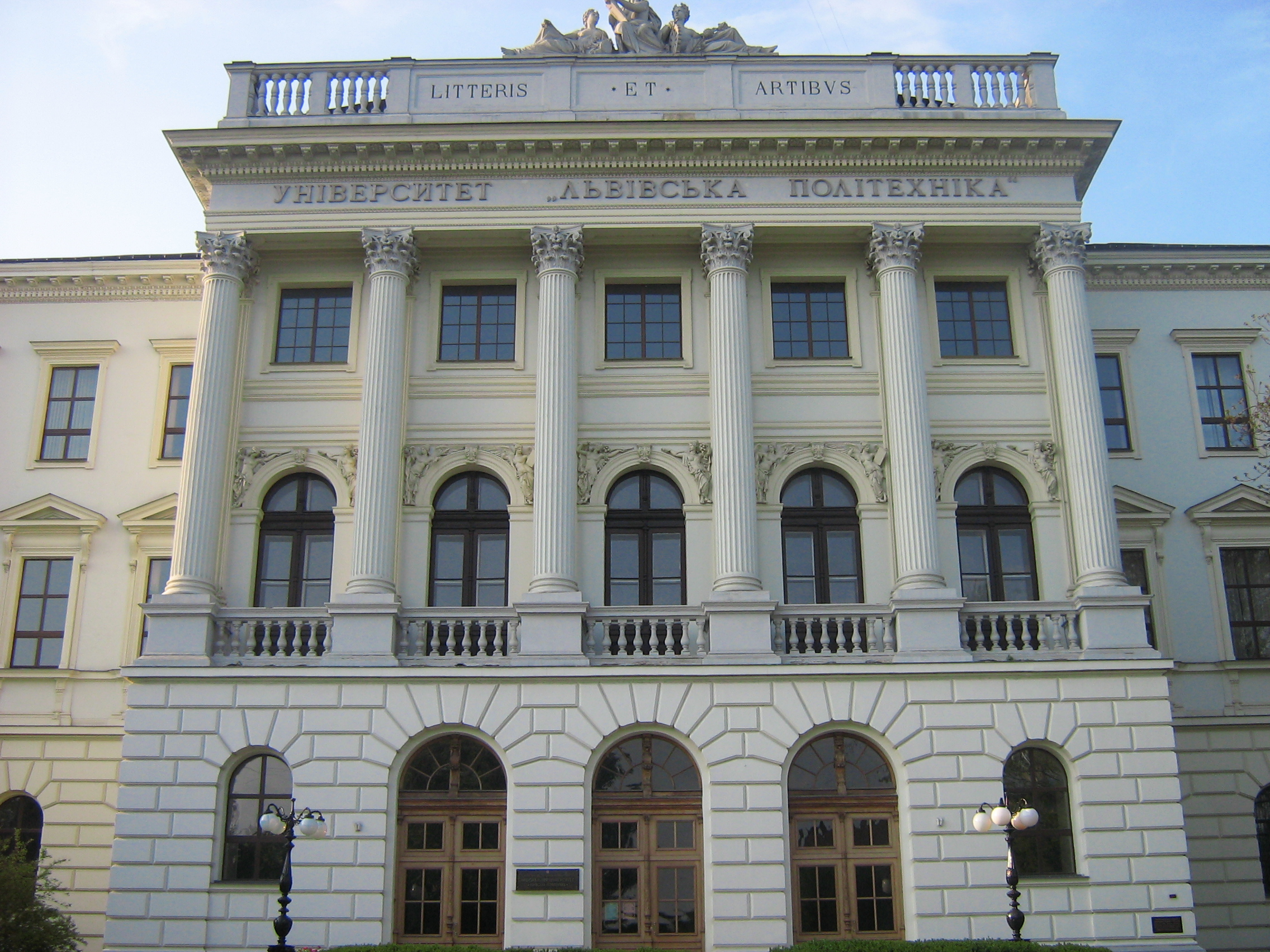
Tòa nhà chính của Đại học Bách khoa Lviv
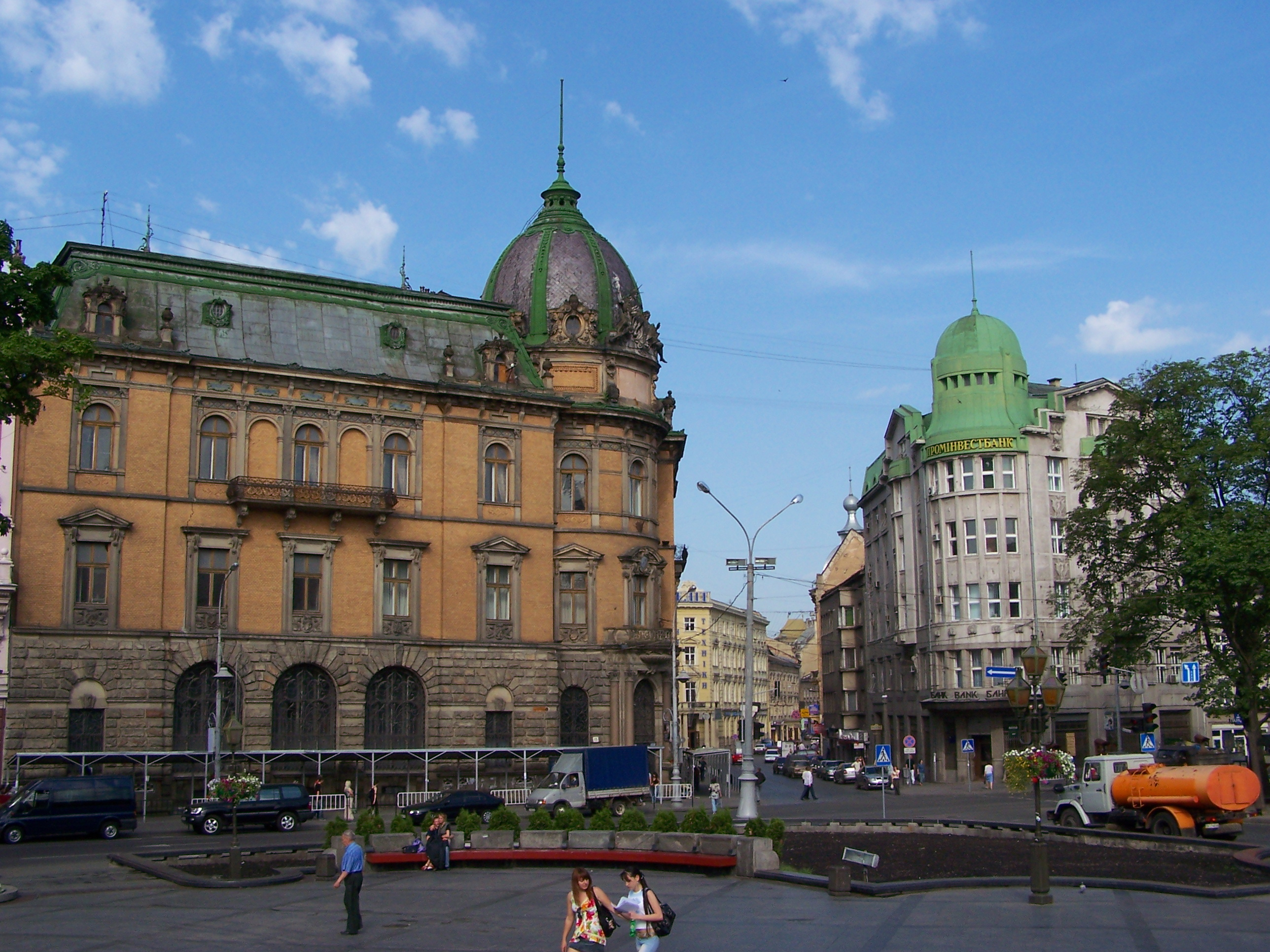
Ngân hàng tiết kiệm Galician, Lviv
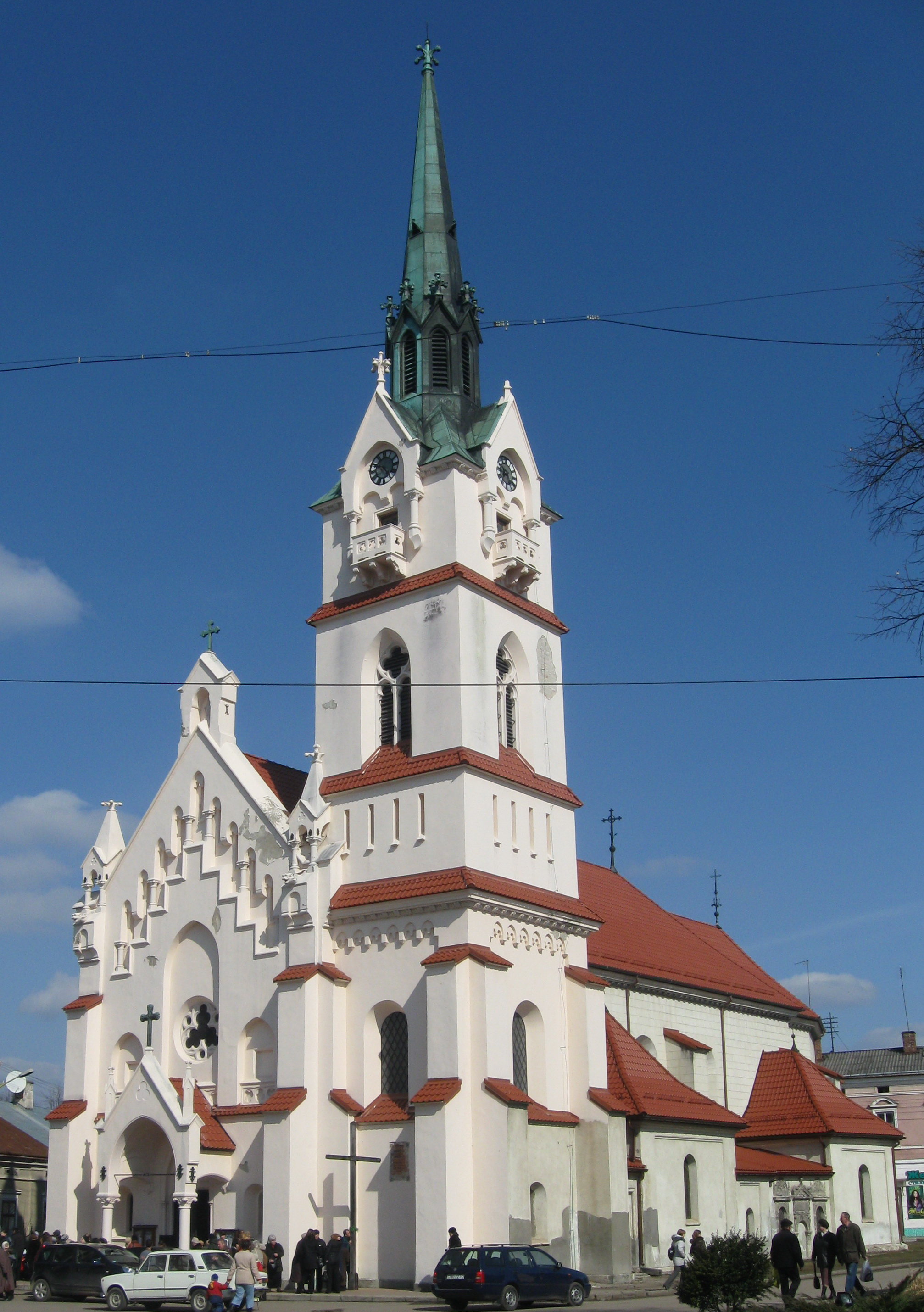
Nhà thờ St. Mary ở Stryi
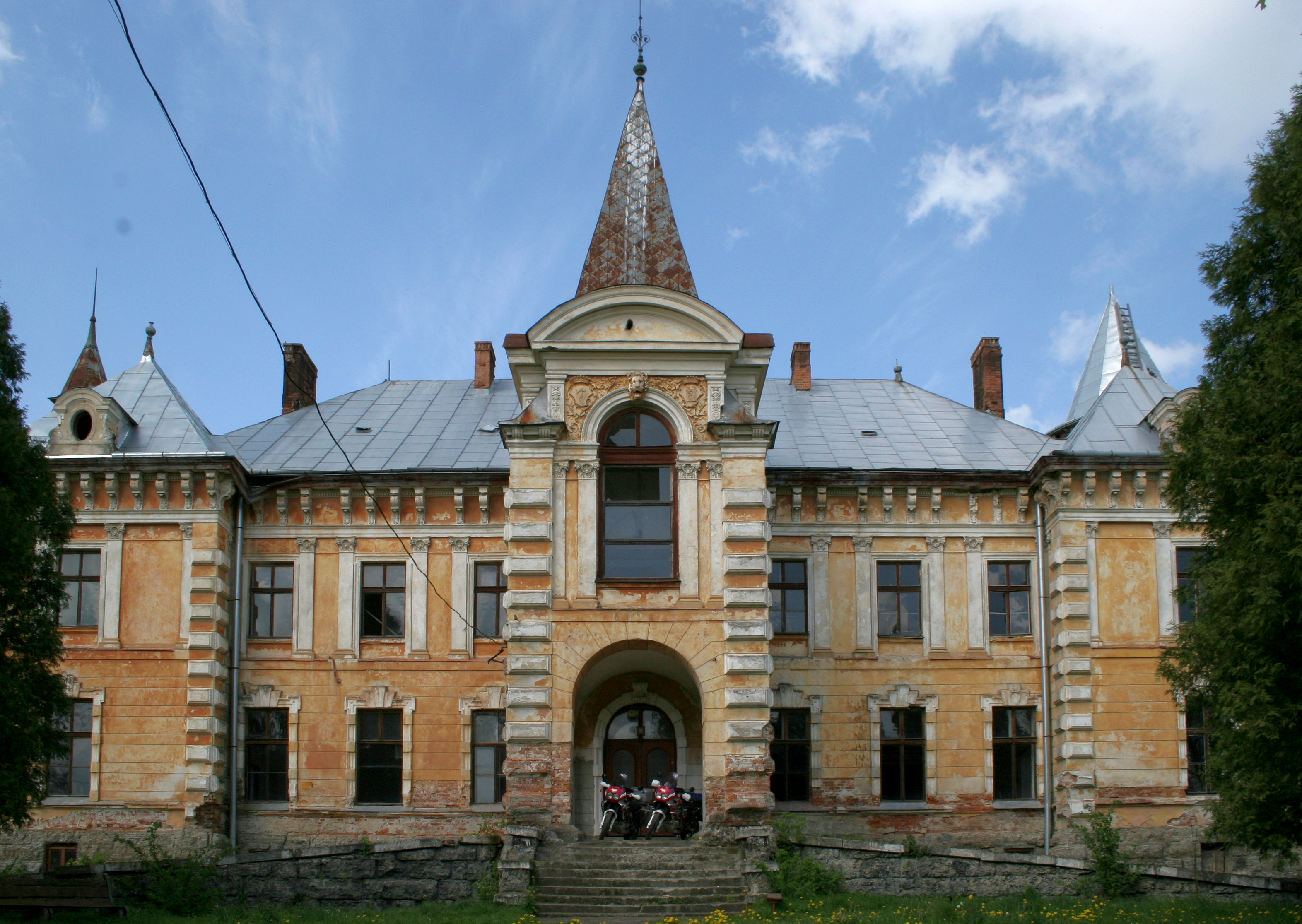
Cung điện Psary
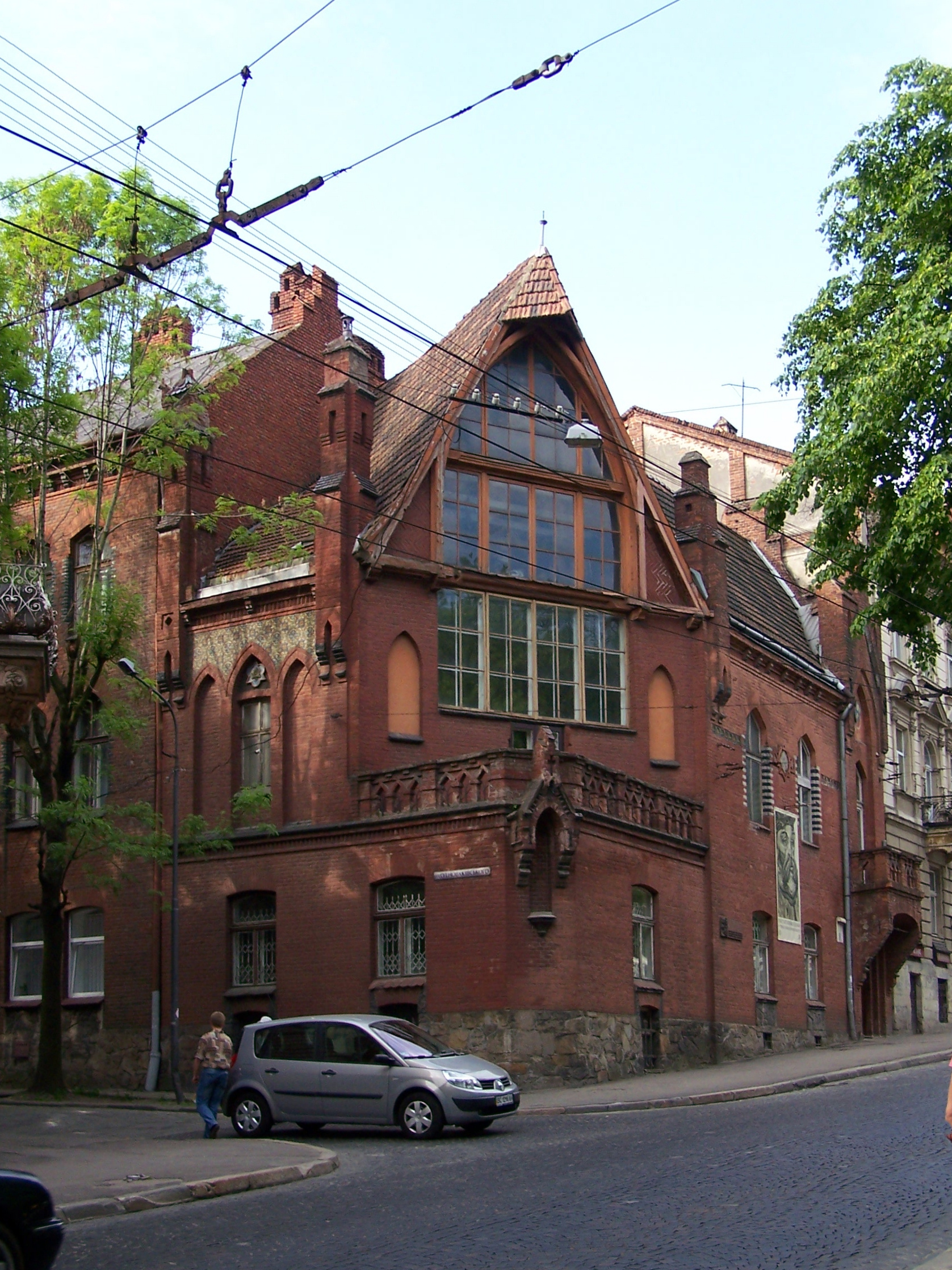
Jan Styka House, Lviv
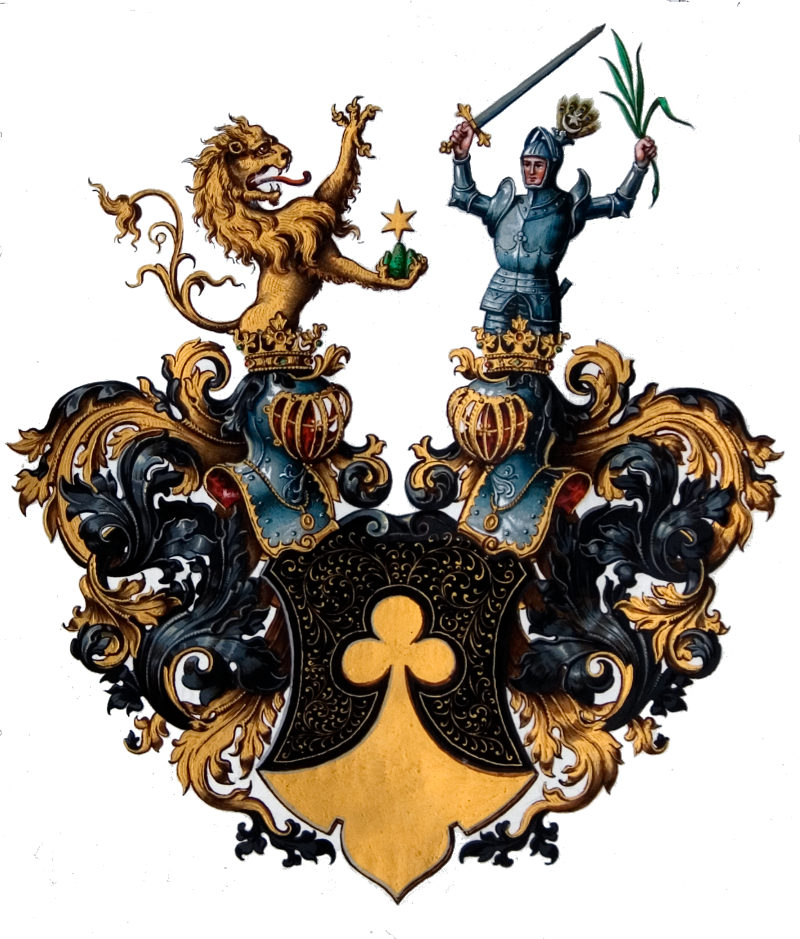
Quốc huy Zachariewicz